# Du är helig, du är hel
Du är helig, du är hel är en lovsång i sambatakt med text och musik av Per Harling från 1985.
Både text och musik är upphovsrättsligt skyddade till 70 år efter författarens/kompositörens död.

## Publicerad som
- Psalmer och Sånger 1987 som nummer 785 under rubriken "Lovsång och tillbedjan".[1]
- Verbums psalmbokstillägg 2003 som nummer 709 under rubriken "Lovsång och tillbedjan".
- Hela familjens psalmbok 2013 som nummer 121 under rubriken "Tillsammans i kyrkan".[2]
- Ung psalm 2006 som nummer 270 under rubriken "Du är alltid mycket mer – lovsång ända in i himlen".[3]
- Sång i Guds värld Tillägg till Svensk psalmbok för den evangelisk-lutherska kyrkan i Finland 2015 som nummer 870 under rubriken  "Gudstjänstlivet".